# Saint-Calais-du-Désert
Saint-Calais-du-Désert település Franciaországban, Mayenne megyében. Lakosainak száma 399 fő (2022. január 1.). Saint-Calais-du-Désert Couptrain, Lignières-Orgères, Neuilly-le-Vendin, La Pallu, Pré-en-Pail-Saint-Samson és Saint-Aignan-de-Couptrain községekkel határos.

## Népesség
A település népessége az elmúlt években az alábbi módon változott:
| Lakosok száma | 399  | 315  | 314  | 360  | 389  | 384  | 387  | 388  | 388  | 399  |
|               | 1968 | 1982 | 1990 | 2006 | 2013 | 2015 | 2017 | 2019 | 2020 | 2022 |